# Dmitri Strajov
Dmitri Strajov (Víborg, 17 de mayo de 1995) es un ciclista ruso.

## Palmarés
2015 (como amateur)
- 1 etapa de la Vuelta al Bidasoa
- 1 etapa de la Vuelta a Lérida
- Trofeo Ayuntamiento de Zamora

2018
- Clásica de Arrábida[2]
- 2 etapas de la Vuelta al Alentejo
- Gran Premio Internacional de Fronteras y la Sierra de la Estrella, más 1 etapa
- 1 etapa de la Vuelta a Asturias

## Resultados en Grandes Vueltas y Campeonatos del Mundo
| Carrera         | Carrera         | 2016 | 2017 | 2018 | 2019  | 2020 | 2021 |
| --------------- | --------------- | ---- | ---- | ---- | ----- | ---- | ---- |
|                 | Giro de Italia  | —    | —    | —    | 121.º | —    | —    |
|                 | Tour de Francia | —    | —    | —    | —     | —    | —    |
|                 | Vuelta a España | —    | —    | —    | —     | —    | —    |
| Mundial en Ruta | Mundial en Ruta | —    | —    | Ab.  | Ab.   | 62.º | Ab.  |

—: no participa

Ab.: abandono